# Partido di Tornquist
Il partido di Tornquist è un dipartimento (partido) dell'Argentina facente parte della provincia di Buenos Aires. Il capoluogo è Tornquist.